# Saucède
 Saucède    es una población y comuna francesa, en la región de Aquitania, departamento de Pirineos Atlánticos, en el distrito de Oloron-Sainte-Marie y cantón de Oloron-Sainte-Marie-Est.

## Demografía
| 366 | 302 | 326 | 321 | 380 | 380 | 390 | 402 | 402 | 402 | 371 | 358 | 353 | 353 | 350 | 354 | 302 | 286 | 290 | 281 | 284 | 253 | 240 | 225 | 215 | 209 | 186 | 204 | 174 | 149 | 125 | 130 | 106 | 111 |
| Para los censos de 1962 a 1999 la población legal corresponde a la población sin duplicidades (Fuente: INSEE [Consultar]) |     |     |     |     |     |     |     |     |     |     |     |     |     |     |     |     |     |     |     |     |     |     |     |     |     |     |     |     |     |     |     |     |     |